# Maurice-Tréflé Custeau
Maurice-Tréflé Custeau (1916-1990) est un homme politique canadien. Il était le député unioniste de Montréal—Jeanne-Mance à l'Assemblée législative du Québec de 1956 à 1962. Il a été ministre d'État dans le gouvernement Antonio Barrette en 1960.
En janvier 1970, il est devenu le premier président de Loto-Québec.